# MIT Daedalus
MIT Daedalus - Dedal  je eno izmed najuspešnejših  letal na človeški pogon. 23. aprila 1988 je polel 115,11 kilometrov od Irakliona (Kreta) do otoka Santorini. Let je trajal 3 ure in 54 minut in je tako postavil rekord v preleteni razdalji in času leta. 
V projektu so zgradili tri letala:
- Light Eagle (originalno Michelob Light Eagle): 42 kg (92 lb) prototip
- Daedalus 87: je bil uničen v testiranju 17. februarja 1988
- Daedalus 88: Ivzedel let od Krete do Santorina

Daedalus 87 in Daedalus 88' sta tehtala 31 kg (69 lb).  